# Army of the Dead
Army of the Dead (bra: Army of the Dead: Invasão em Las Vegas) é um filme de assalto e zumbis norte-americano dirigido por Zack Snyder e co-escrito por Shay Hatten, Joby Harold e pelo próprio Snyder. O filme é estrelado por Dave Bautista, Ella Purnell, Ana de la Reguera, Garret Dillahunt, Raul Castillo, Omari Hardwick, Hiroyuki Sanada, Tig Notaro e Matthias Schweighöfer.
Produzido pelo estúdio The Stone Quarry do Snyder, o filme foi lançado em maio de 2021 no serviço de streaming Netflix.

## Enredo
Um comboio militar dos Estados Unidos vindo da Área 51 colide com um carro na estrada nos arredores de Las Vegas. A carga do comboio, um zumbi, escapa, matando e infectando vários soldados antes de entrar na cidade. Lá, eles infectam a maior parte da população da cidade. Depois que uma intervenção militar falha, o governo coloca a cidade em quarentena.
Seis anos depois, o proprietário do cassino Bly Tanaka e seu associado Martin abordam o ex-residente e mercenário de Las Vegas Scott Ward sobre um trabalho para recuperar US $ 200 milhões de seu cofre de cassino em Las Vegas antes que os militares implantem um ataque nuclear tático na cidade. Ward concorda e recruta seus ex-companheiros de equipe Maria Cruz e Vanderohe, junto com a piloto de helicóptero Marianne Peters, o arrombador alemão Ludwig Dieter e o atirador chicano Mikey Guzman, que traz seu associado Chambers. Martin se junta à equipe para dar acesso ao cassino. A filha distante de Ward, Kate, que trabalha em um acampamento de quarentena, os direciona para Lilly, uma contrabandista familiarizada com a cidade, que também recruta Burt Cummings, um segurança abusivo do acampamento. Quando Kate descobre que Lilly acompanhou sua amiga Geeta até Las Vegas, Kate insiste em se juntar à equipe apesar das objeções de Ward.
Após um encontro com um tigre zumbificado ao entrar em Las Vegas, Lilly fere Cummings e explica que um grupo de zumbis inteligentes conhecidos como "Alphas" permitirá uma passagem segura em troca de um sacrifício. Uma fêmea Alpha conhecida como a Rainha leva Cummings para o cassino Olympus, onde o líder Alpha, Zeus, o infecta. Lilly leva a equipe a um prédio cheio de zumbis normais em hibernação. Ward cria um caminho através dos zumbis com bastões luminosos. Quando Chambers acusa Martin de segundas intenções, ele a desvia do caminho e ela acorda os zumbis. Depois que ela é cercada e mordida, Guzman atira a lata de gasolina em suas costas, matando ela e a horda de zumbis ao redor.
Chegando ao cassino de Bly, Ward e Kate ligam a energia, Peters prepara um helicóptero no telhado e Dieter trabalha no cofre. Martin e Lilly ficam do lado de fora sob o pretexto de vigiar, mas em vez disso, atraem a Rainha para o campo aberto. Martin a decapita e arranca sua cabeça. Zeus descobre seu corpo e a devolve ao cassino Olympus, revelando que a rainha estava grávida de um feto zumbi. Enfurecido, Zeus dirige os Alfas para o cassino. Uma reportagem revela que o governo antecipou o ataque nuclear, dando à equipe aproximadamente 90 minutos. Quando Dieter abre o cofre, Ward descobre que Kate saiu para procurar Geeta. Quando Ward e Cruz estão prestes a procurá-la, os Alfas aparecem e matam Cruz.
Martin prende a equipe no porão, explicando que Bly se preocupa apenas com a cabeça de zumbi, que pode criar um exército de zumbis para o governo e vale mais do que o dinheiro no cofre. Quando ele sai, ele descobre que Lilly roubou a cabeça da rainha, e o tigre o ataca até a morte. Vanderohe tenta lutar contra Zeus, mas é facilmente dominado. Dieter se sacrifica para colocar Vanderohe no cofre com segurança. Ward, Lilly e Guzman chegam ao saguão, onde zumbis os atacam e cercam Guzman, que detona suas granadas, matando os zumbis ao custo de sua própria vida e destruindo o dinheiro que carregava. Zeus os confronta no telhado. Lilly o distrai com a cabeça da Rainha enquanto Ward e Peters escapam. Zeus fatalmente empala Lilly, que destrói a cabeça deixando-a cair do telhado.
Peters leva Ward ao cassino Olympus para recuperar Kate. Lá dentro, Kate encontra Geeta e mata os Cummings infectados. Zeus os persegue no helicóptero de Peters, e Ward acidentalmente atira em Peters, fazendo com que o helicóptero voe ao acaso. Zeus domina Ward e o morde. Enquanto a bomba destrói Las Vegas, Zeus se distrai com o flash da bomba e Ward o mata. A onda de choque da bomba faz com que o helicóptero caia, matando Peters e Geeta. Kate sobrevive e encontra Ward, que dá dinheiro a Kate para começar uma nova vida antes de se transformar em um zumbi. Kate o mata e cai em prantos quando um helicóptero de resgate chega.
Tendo sobrevivido à explosão, Vanderohe sai do cofre com o dinheiro restante e depois aluga um avião para levá-lo à Cidade do México. No voo, ele descobre que foi mordido.

## Elenco
- Dave Bautista como Scott Ward
- Ella Purnell como Kate Ward
- Ana de la Reguera como Cruz
- Garret Dillahunt como Frank Peters
- Raúl Castillo como Mikey Guzman
- Omari Hardwick como Vanderohe
- Tig Notaro como Martin
- Nora Arnezeder como Lily (A Coiote)
- Matthias Schweighöfer como Ludwig Dieter
- Samantha Win como Chambers
- Theo Rossi como Burt Cummings
- Huma Qureshi como Geeta
- Hiroyuki Sanada como Hunter Bly
- Richard Cetrone como Zeus
- Michael Cassidy
- Chelsea Edmundson como Misty Hillman
- Steve Corona como Sr. Hillman

## Produção
O filme foi anunciado em junho de 2008 e a Universal Studios e a Warner Bros. Entertainment estavam planejando coproduzir o projeto. Matthijs van Heijningen Jr. foi contratado para dirigir o longa-metragem.
Em janeiro de 2019, depois do filme ter ficado vários anos em desenvolvimento, a Netflix adquiriu os direitos de distribuição do projeto da Warner Bros., com Zack Snyder retornando à série como diretor. O cineasta também atua como co-roteirista com Shay Hatten, com base no tratamento da história por Snyder e Joby Harold. As filmagens principais foram rodadas em 2019, com um orçamento relatado de 90 milhões de dólares.

### Escolha de elenco
Dave Bautista foi escalado para o filme em abril de 2019. Em maio do mesmo ano Ella Purnell, Ana de la Reguera, Theo Rossi e Huma Qureshi também foram anunciados no elenco.
Em julho de 2019, Garret Dillahunt, Raúl Castillo, Omari Hardwick, Chris D'Elia, Hiroyuki Sanada, Nora Arnezeder, Matthias Schweighöfer, Samantha Jo e Rich Cetrone também juntaram-se ao elenco do filme. Em agosto de 2020, Tig Notaro foi anunciado para substituir D'Elia, que foi cortado do filme devido a alegações de má conduta sexual. Notaro será inserido no filme através de uma combinação de refilmagens de cenas opostas a uma parceira de atuação com o auxílio de composição digital para inseri-la na cena.

### Filmagens
As filmagens começaram em 15 de julho de 2019 e foram rodadas em Los Angeles, na Califórnia, e Albuquerque, no Novo México. As filmagens também aconteceram no interior do atualmente fechado Atlantic Club Casino Hotel em Atlantic City, Nova Jersey.
Snyder serviu como o seu próprio diretor de fotografia, e optou por filmar o longa-metragem com câmeras Red Digital Cinema personalizadas.

## Futuro
Em setembro de 2020, foi anunciado que um filme prequel e um anime para televisão estavam em desenvolvimento para expandir a franquia. O título do anime será Army of the Dead: Lost Vegas e será centrado em alguns dos personagens de Army of the Dead durante as fases iniciais do surto de zumbis. Matthias Schweighöfer vai estrelar e dirigir o filme prequel ainda sem título, que entrou em desenvolvimento em outubro de 2020.